# Rhodopina formosana
Rhodopina formosana är en skalbaggsart som först beskrevs av Stefan von Breuning 1954.  Rhodopina formosana ingår i släktet Rhodopina och familjen långhorningar.
Artens utbredningsområde är Taiwan. Inga underarter finns listade i Catalogue of Life.